# 内梅什·拉斯洛
内梅什·拉斯洛（匈牙利語：Nemes László，1977年2月18日—），出生名内梅什·耶萊斯·拉斯洛（Nemes Jeles László），男，匈牙利电影导演。2015年他执导的首部电影长片《索尔之子》成为第68届戛纳电影节主竞赛片，获得普遍赞誉并赢得评审团大奖，以及第73届金球奖最佳外语片、第88届奥斯卡金像奖最佳外语片和第70届英国电影学院奖最佳外语片。

## 生平
内梅什生于布达佩斯，成长于巴黎。在学习过历史、国际关系和编剧学业后，他开始在法国和匈牙利担任助理导演拍摄短片和长片。两年后，他成为貝拉·塔爾的助手。在拍完短片 With a Little Patience 后，他搬到了纽约学习电影导演。
2016年担任第69届戛纳电影节评委。

## 作品
- 2018 《日暮》
- 2015 《索尔之子》
- 2007 With a Little Patience，14 分钟，35mm（匈牙利）
- 2006 An Encounter on Red Rock Hill，5 分钟, 16mm（美国）
- 2006 The Matter with Baby Shoes，13 分钟（美国）
- 1999 Arrivals，15 分钟，16mm (美国)